# Джеймс Френсіс
Джеймс Френсіс (англ. James Bicheno Francis, 18 травня 1815, Саутлі, Велика Британія — 18 вересня 1892, Ловелл, США) — американський гідротехнік. Запропонував 1847 року конструкцію лопатевої гідравлічної турбіни з зовнішнім підведенням води до робочого колеса. Її вдосконалення привело до створення сучасних радіально-осьових турбін великої потужності, що нерідко називаються турбінами Френсіса.

## Біографія
Народився в Англії. Трудову діяльність розпочав у 14 років як підмайстер у свого батька на залізниці. Працював також на заводі у південному Уельсі. У 18 років вирішив емігрувати до США. Переселився в Стонінгтон, що тепер в окрузі Нью-Лондон штату Коннектикут. Працював тут помічником залізничного інженера Джорджа Вашингтона Вістлера на залізниці Нью-Йорк — Нью-Гавн. Через рік Френсіс разом зі своїм босом переїхав у місто Ловелл штату Массачусетс для роботи в компанії «Канали і шлюзи», де він у віці 19 років почав працювати креслярем, а його бос став головним інженером.
Через кілька років бос Френсіса Дж. Вістлер вирушив до царської Росії для будівництва там залізниці. Перед від'їздом Вістлер призначив Френсіса головним інженером компанії і продав йому свій будинок на Вортен-стріт (Worthen street). Того ж 1837 року Френсіс одружився з Сарою Браунель (англ. Sarah W. Brownell).
Як головний інженер і керівник компанії Френсіс був відповідальний за вдосконалення системи каналів і шлюзів на річці Мерімак у Ловеллі. Вода каналів використовувалася заводами в Ловеллі і канали в той час експлуатувалися на межі свого потенціалу. Робота Френсіса дозволила підвищити експлуатаційні характеристики системи каналів і тим самим сприяти подальшому розвитку промисловості в місті Ловелл.
В період роботи над вдосконаленням системи каналів у Ловеллі Френсіс виконував також замовлення на гідротехнічні роботи і в інших частинах країни. Коли виникла потреба у поліпшенні водопостачання міста Нью-Йорка, Френсіс був консультантом на будівництві дамби на річці Кротон, що впадає в Гудзон неподалік від Нью-Йорка. Він також консультував на будівництві дамби на водоспаді Сейнт-Ентоні на річці Міссісіпі в Міннеаполісі, штат Міннесота.
У Ловеллі винахідник Уріа Бойден продемонстрував винайдений ним варіант водяного колеса (турбіну Бойдена). Френсіс вирішив вдосконалити розробку Бойдена. Над вдосконаленням вони працювали разом. 1847 року Френсіс запропонував конструкцію лопатевої гідравлічної турбіни із зовнішнім підведенням води до робочого колеса. Турбіна Френсіса виявилася набагато ефективнішою за турбіну Бойдена. Результати своїх досліджень Френсіс виклав у книжці «Гідравлічні експерименти у Ловеллі», що була видана 1855 року.

## Твори
- James B. Francis. Lowell Hydraulic Experiments [Архівовано 25 лютого 2015 у Wayback Machine.]. — 1868.